# Tomáš Zajíc
Tomáš Zajíc (ur. 12 sierpnia 1996 w Suchovie) – czeski piłkarz występujący na pozycji napastnika w MFK Vyškov do którego jest wypożyczony z Dynama Czeskie Budziejowice.

## Kariera klubowa
Grę w piłkę nożną rozpoczął w 2005 roku w szóstoligowym klubie TJ Kordárna Velká nad Veličkou. W sierpniu 2008 roku przeniósł się do akademii 1. FC Slovácko. Na początku 2015 roku włączono go kadry zespołu seniorów. 20 lutego 2015 zadebiutował w Synot Lidze w przegranym 1:2 meczu z FK Jablonec, w którym zmienił Welicze Szumulikoskiego. W sezonie Zajíc 2015/16 grał w trzecioligowych rezerwach, gdzie zaliczył 12 spotkań i strzelił 4 bramki. W tym okresie przez pół roku leczył przepuklinę pachwinową. Przed sezonem 2016/17 – po odejściu Libora Doška – został przez trenera Stanislava Levego przywrócony do składu pierwszego zespołu i rozpoczął regularne występy w czeskiej ekstraklasie.
Przed sezonem 2020/21 Zajíc jako wolny agent podpisał trzyletni kontrakt z Baníkiem Ostrawa, gdzie stał się podstawowym zawodnikiem. W sierpniu 2021 roku został wypożyczony na rok do Zagłębia Lubin. 12 września 2021 zadebiutował w Ekstraklasie w wygranym 1:0 wyjazdowym meczu z Piastem Gliwice. W następnej kolejce zdobył pierwszą bramkę dla Zagłębia w spotkaniu przeciwko Bruk-Bet Termalice Nieciecza (2:1). Łącznie w sezonie 2021/22 rozegrał 10 meczów i strzelił 2 gole. W maju 2021 roku jego wypożyczenie zostało skrócone, przez co powrócił on o Baníka Ostrawa. W czerwcu 2022 roku podpisał umowę z Dynamem Czeskie Budziejowice.

## Kariera reprezentacyjna
W marcu 2017 roku zagrał w dwóch meczach towarzyskich reprezentacji Czech U-20, rozegranych w Marbelli. W latach 2017–2018 występował w kadrze U-21 prowadzonej przez Vítězslava Lavičkę, dla której rozegrał 7 spotkań i zdobył 2 bramki.